# Raskravallerna i Tulsa 1921
Raskravallerna i Tulsa 1921 var omfattande kravaller den 31 maj och 1 juni 1921, där vita personer attackerade svarta ortsbor i Tulsa. 
Kravallerna resulterade i att Greenwooddistriktet, även kallat "Black Wall Street" och ett av de rikare afroamerikanska områdena i USA, brändes ner till grunden.
Inom 16 timmar skickades över 800 personer till sjukhus med olika skador, och över 6 000 Greenwood-boende greps. Uppskattningsvis 10 000 svarta personer blev hemlösa, och 35 kvarter med 1 256 invånare förstördes i bränder. Den officiella dödssiffran var 39, men Tulsa Reparations Coalition rapporterade 2001 att antalet döda var mellan 75 och 300.